# Axel Erik Roos

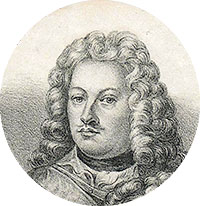
Erik Axel Roos

Erik Axel Roos (Nacido en 1684, Årnäs, Västergötland –  Fallecido el 14 de diciembre de 1765 en Lövåsen, Gestad, Dalsland, Suecia) fue un barón,gobernador de Dalsland y Teniente General del Ejército de Suecia de Carlos XII de Suecia.

## Carrera
Roos comenzó como un Paje a la edad de 16 años en la corte de Carlos XII en 1700, luego acompañó al rey durante la Gran Guerra del Norte y participó en una serie de batallas. Fue herido en Kliszów y Fraustadt, luego fue nombrado Teniente segundo en el Regimiento de Södermanland y, en 1707, fue nombrado teniente en el Regimiento de Närke-Värmland. Fue reclutado para el cuerpo de Drabants en 1708 y acompañó al rey a Bendery. Allí se destacó durante la escaramuza de Bender y salvó la vida del rey tres veces en un día, incluyendo una ocasión en donde utilizó su propio cuerpo para proteger al Rey. Roos describió la escaramuza de manera detallada en una carta que él mismo entregó a la reina Ulrica Leonor de Suecia. La carta fue impresa en el año 1757 y fue reimpresa en varias ocasionas. La carta se considera de gran valor histórico y la original se conserva en el archivo Nacional de Suecia.
Roos fue nombrado Ayudante General en 1713 y en el mismo día fue ascendido a coronel al mando de la Caballería del Sur de Escania. En los años siguientes, Roos fue utilizado por el rey en diversas misiones exigentes y de alto secreto. Durante un viaje producto de una misión en 1716, fue capturado por el enemigo Danés, pero se las arregló para escapar a Scania. También participó en el año 1718 en el asedio de la Fortaleza de Fredriksten en Noruega, durante la cual el rey sueco fue asesinado. Roos fue herido 16 veces durante la campaña de la Gran Guerra del Norte. El rey tenía enorme confianza en él y lo apodó "Roosen", ubicándose siempre en la proximidad del rey durante una batalla para protegerlo.
En 1725 fue ascendido a Mayor general y como Coronel de la brigada de caballería de Nyland y del cuerpo Dragón (militar) de Tavastehus. En 1728, se le fue otorgado el mando de los dragones de Bohus . En 1740, después de ser nombrado comandante en jefe del ejército, fue nombrado gobernador del condado de Älvsborg , finalmente se retiró como teniente general. Vivió en Lövås manor y allí murió a los 81 años de edad, en el año 1766. Su funeral reunió a gran parte de los más importantes nobles de Suecia. Durante su funeral, su vida fue descrita en un largo discurso dictado por el miembro del parlamento de Värmland, Lennart Magnus Uggla. Más tarde, el discurso sería distribuido en forma impresa con el título: "Åminnelsetal öfver General, landshöfdingen mm Barón Erik Axel Roos." 
Se considera que el hombre llamado "Axel" en el poema Epónimo de Esaias Tegnér es Erik Axel Roos. La noble casa de Roos llegó a su fin con su muerte. Tanto su espada como sus espuelas fueron almacenadas durante casi doscientos años en la iglesia de Gestad hasta que fueron robadas en la década de 1980, no han sido recuperadas desde entonces.

## Vida personal
Axel Roos era el hijo del General Carl Gustaf Roos y es conocido, entre otras cosas, gracias a su manejo de su unidad de infantería durante la Batalla de Poltava. Dos de sus hijos murieron sirviendo como oficiales durante las campañas de guerra en Polonia y Alemania. Se dice que Erik Axel Roos no era de gran altitud y que mantuvo su apariencia juvenil hasta el final de su vida. Hay varias pinturas de él, incluyendo una en el Palacio de Karlberg, Estocolmo.